# Justine Kish
Justine Kish (em russo:  Джастина Киш; São Petersburgo, 13 de abril de 1988) é uma lutadora russa-americana de artes marciais mistas, que compete no Ultimate Fighting Championship (UFC), na divisão peso-palha. Ela competiu no The Ultimate Fighter e é uma ex-kickboxer.

## Início da vida
Justine Kish nasceu em São Petersburgo, União Soviética, na atual Rússia, e foi adotada por um casal americano. Ela descobriu o Muay Thai na adolescência (buscando mais a boa forma física) e, ocasionalmente, começou a participar de competições.

## Carreira no Muay Thai
Kish competiu no Muay Thai por 10 anos, vencendo 18 lutas e conquistando um cinturão no World Muaythai Council, tornando-se campeã na organização.

## Carreira nas artes marciais mistas

### Início da carreira
Kish começou sua carreira profissional no MMA em 2010. Ela acumulou um recorde invicto de quatro vitórias e nenhuma derrota, incluindo uma vitória sobre a futura companheira na casa do The Ultimate Fighter, Randa Markos.

### The Ultimate Fighter
Em setembro de 2013, foi anunciado que Kish foi uma das lutadoras selecionadas pelo UFC para aparecer no The Ultimate Fighter: A Champion Will Be Crowned.
Kish foi a sétima escolhida pelo técnico Anthony Pettis. Ela era esperada para enfrentar Bec Rawlings na fase preliminar, mas foi forçada a sair do torneio, devido a uma lesão no joelho. Esta lesão também impediu-a de aparecer na final do reality show, mas Kish era esperada para estrear no UFC em 2015.

### Ultimate Fighting Championship
Kish fez sua estreia oficial no UFC contra Nina Ansaroff, no UFC 195. Ela ganhou a luta por decisão unânime.
No UFC Fight Night: Chiesa vs. Lee, em Oklahoma, no dia 25/06/2017, Kish enfrentou Felice Herrig e, ao tentar escapar de um estrangulamento, fez um esforço tão intenso que acabou evacuando fezes, gerando constrangimento a todos os presentes. As imagens do bolo fecal espalhado no octógono foram exibidas na imprensa mundial.

## Títulos e prêmios

### Kickboxing
- World Muaythai Council[4]
  - Campeã Europeia WMC/EMF (uma vez)

## Cartel no MMA
| Cartel no MMA   |            |            |
| 11 lutas        | 7 vitórias | 4 derrotas |
| Por finalização | 2          | 1          |
| Por decisão     | 5          | 3          |

| Res.    | Cartel | Oponente          | Método                       | Evento                                  | Data       | Round | Tempo | Local                        | Notas                            |
| ------- | ------ | ----------------- | ---------------------------- | --------------------------------------- | ---------- | ----- | ----- | ---------------------------- | -------------------------------- |
| Derrota | 7-4    | Tracy Cortez      | Decisão (dividida)           | UFC on ESPN: Whittaker vs. Gastelum     | 17/04/2021 | 3     | 5:00  | Las Vegas, Nevada            |                                  |
| Derrota | 7-3    | Sabina Mazo       | Finalização (mata leão)      | UFC Fight Night: Waterson vs. Hill      | 12/09/2020 | 3     | 3:57  | Las Vegas, Nevada            |                                  |
| Vitória | 7-2    | Lucie Pudilová    | Decisão (unânime)            | UFC Fight Night: Blaydes vs. dos Santos | 25/01/2020 | 3     | 5:00  | Raleigh, North Carolina      |                                  |
| Derrota | 6-2    | Ji Yeon Kim       | Decisão (dividida)           | UFC on Fox: Jacaré vs. Brunson II       | 27/01/2018 | 3     | 5:00  | Charlotte, Carolina do Norte |                                  |
| Derrota | 6-1    | Felice Herrig     | Decisão (unânime)            | UFC Fight Night: Chiesa vs. Lee         | 25/06/2017 | 3     | 5:00  | Cidade de Oklahoma           |                                  |
| Vitória | 6-0    | Ashley Yoder      | Decisão (unânime)            | UFC Fight Night: Lewis vs. Abdurakhimov | 09/12/2016 | 3     | 5:00  | Albany, New York             | Luta em Peso casado (116,4 lbs). |
| Vitória | 5-0    | Nina Ansaroff     | Decisão (unânime)            | UFC 195: Lawler vs. Condit              | 02/01/2016 | 3     | 5:00  | Las Vegas, Nevada            |                                  |
| Vitória | 4-0    | Randa Markos      | Decisão (unânime)            | RFA 12                                  | 24/01/2014 | 3     | 5:00  | Los Angeles, Califórnia      |                                  |
| Vitória | 3-0    | Jin Tang          | Decisão (unânime)            | Fusion Fighting Championship 5          | 18/12/2013 | 3     | 5:00  | Las Vegas, Nevada            |                                  |
| Vitória | 2-0    | Christine Stanley | Finalização (chave de braço) | RFA 9                                   | 16/08/2013 | 2     | 3:00  | Los Angeles, Califórnia      |                                  |
| Vitória | 1-0    | Munah Holland     | Finalização (triângulo)      | Ring of Combat 33                       | 03/12/2010 | 2     | 2:53  | Atlantic City, New Jersey    |                                  |